# Канцлер скарбниці
Канцлер скарбниці Великої Британії (англ. The Chancellor of the Exchequer) — офіційне найменування міністерської посади в Уряді Великої Британії особи, відповідальної за всі економічні й фінансові питання, а також за контроль Скарбниці Його Величності. Ця посада приблизно відповідає посадам Міністр фінансів або Секретар скарбниці в інших країнах. У самій Великій Британії, члена Уряду Великої Британії, що обіймає цю посаду, часто називають просто «Канцлером». Ця посада входить до числа чотирьох Великих офісів держави (не плутати з поняттям Великі офіцери держави)
Канцлер є третьою найстарішою головною державною посадою в історії Англії й, первинно, особи, які обіймали цю посаду, відповідали за так звану Палату шахівниці, середньовічну англійську інституцію збирання королівських прибутків. До нещодавнього часу, Канцлер контролював грошову політику, але після здобуття Банком Англії незалежності в питаннях контролю відсоткової ставки 1997 року, Канцлер припинив впливати на ці процеси. Канцлер також наглядає за громадськими видатками підрозділів уряду.
Цю посаду не слід плутати з посадами Лорда-канцлера чи Канцлера Герцогства Ланкастерського, які також є представницькими посадами, посадою Канцлера Вищого Суду або Лорда Шефа Палати шахівниці.
З 14 жовтня 2022 року Канцлером скарбниці є Джеремі Гант.

## Роль і відповідальність

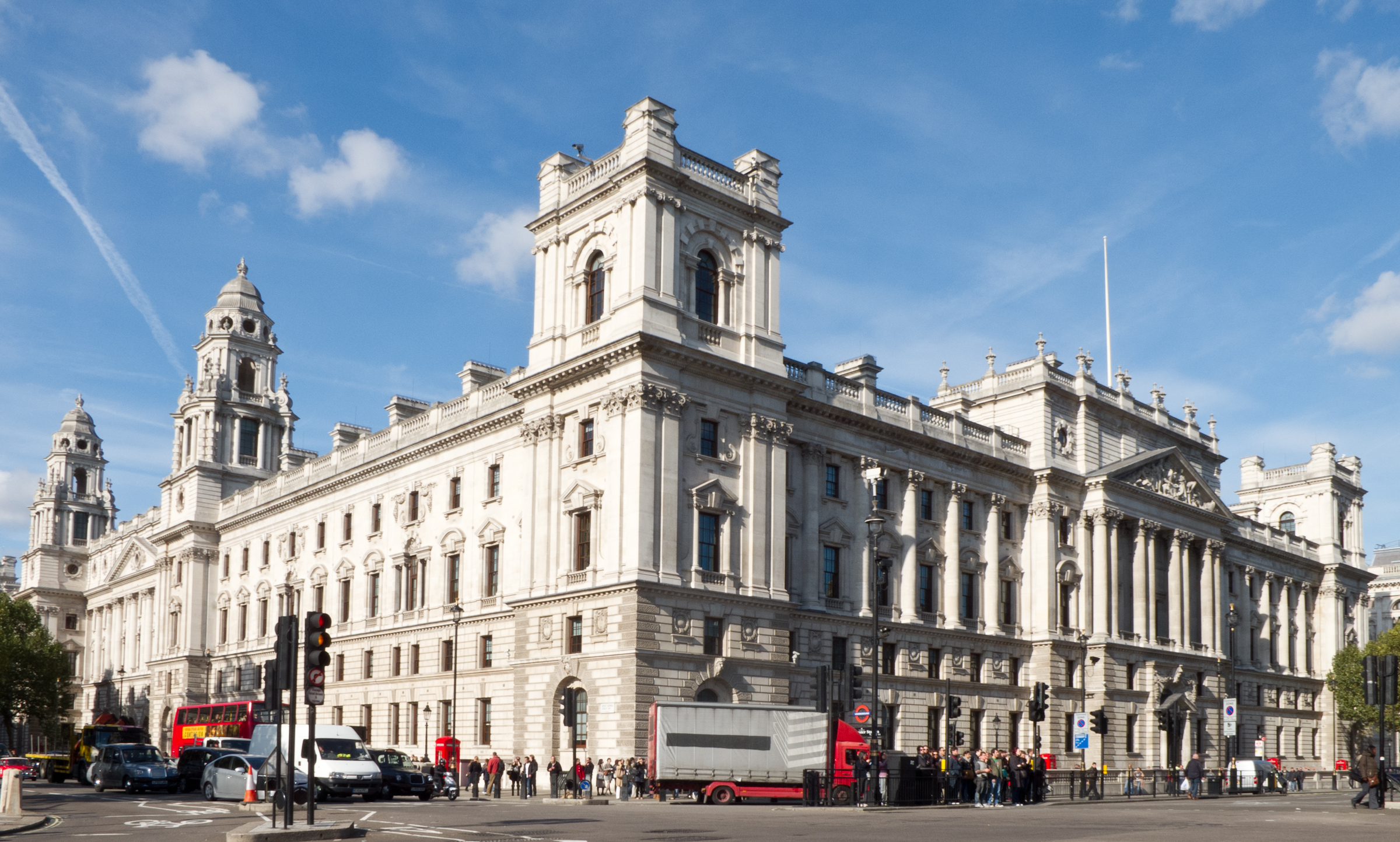
Скарбниця, Вайтхолл

### Податкова політика
Канцлер має суттєвий контроль над іншими підрозділами уряду, оскільки саме Скарбниця встановлює ліміти видатків. Реальна влада конкретного Канцлера багато в чому залежить від його персональних якостей, його статусу в партії та стосунків з Прем'єр-міністром. Ґордон Браун, що обіймав посаду Канцлера з приходом Лейбористського уряду 1997 року, мав сильну особисту підтримку в партії, що, зрештою, привело до вибору його кандидатури як нового прем'єр-міністра.

### Грошова політика
Хоча Банк Англії нині самостійно відповідає за встановлення відсоткової ставки, Канцлер також відіграє важливу роль у грошовій політиці держави: встановлює мету інфляції, відповідно до якої Банк Англії і встановлює відсоткову ставку; має право призначати чотирьох з дев'яти членів банківського Комітету з грошової політики — так званих «зовнішніх» учасників; має сильний вплив у питаннях призначення глави Банку Англії та його заступників.

### Офіційна резиденція
Офіційна резиденція Канцлера розташована за адресою Даунінг-стріт, 11 (No. 11 Downing Street).

### «Бюджетний портфель»
За традицією, Канцлер приносить текст своєї бюджетної промови, яку він має виголосити перед Палатою громад, в особливому червоному портфелі. Червоний портфель Канцлера ідентичний до портфелів, які використовуються іншими міністрами для перенесення офіційних паперів, але має більшу відомість під назвою «Бюджетний портфель», (англ. Budget Box), оскільки зазвичай Канцлер демонструє свій портфель з бюджетною промовою пресі, вранці, перед виголошенням самої промови у парламенті.
Оригінальний бюджетний портфель вперше використав Вільямом Гладстоном 1860 року та продовжував використовуватись до 1965 року, коли Джеймс Каллаган став першим Канцлером, який порушив традицію й використовував новіший портфель.

## Список Канцлерів скарбниці з 1559 року

### Канцлери скарбниці Англії
| Ім'я                                     | Період                             |
| ---------------------------------------- | ---------------------------------- |
| Гарві де Стентон                         | 1316—1327                          |
| Джон Бейкер                              | бл. 1558                           |
| Волтер Мілдмей                           | 1559—1589                          |
| Джон Фортескью Сальденський              | 1589—1603                          |
| Джордж Гоум, 1-й граф Данбар             | 1603—1606                          |
| Сер Джуліус Цезар                        | 1606—1614                          |
| Фулке Гревілл                            | 1614—1621                          |
| Річард Вестон                            | 1621—1628                          |
| Едвард Барретт з Ньюбурга                | 1628—1629                          |
| Френсіс Коттінгтон, 1-й барон Коттінгтон | 1629—1642                          |
| Джон Колепепер, 1-й барон Колепепер      | 1642—1643                          |
| Едуард Хайд, 1-й граф Кларендон          | 19 липня 1642—1646                 |
| Ентоні Ешлі-Купер, 1-й граф Шефтсбері    | 13 травня 1661 — 22 листопада 1672 |
| Джон Данкомб                             | 22 листопада 1672 — 2 травня 1676  |
| Джон Ернл                                | 2 травня 1676 — 9 квітня 1689      |
| Генрі Буз, 1-й граф Воррінгтон           | 9 квітня 1689 — 18 березня 1690    |
| Річард Хемпден                           | 18 березня 1690 — 10 травня 1694   |
| Чарльз Монтегю, 1-й граф Галіфакс        | 10 травня 1694 — 2 червня 1699     |
| Джон Сміт                                | 2 червня 1699 — 27 березня 1701    |
| Генрі Бойл, 1-й барон Карлетон           | 27 березня 1701 — 22 квітня 1708   |

### Канцлери скарбниці Великої Британії

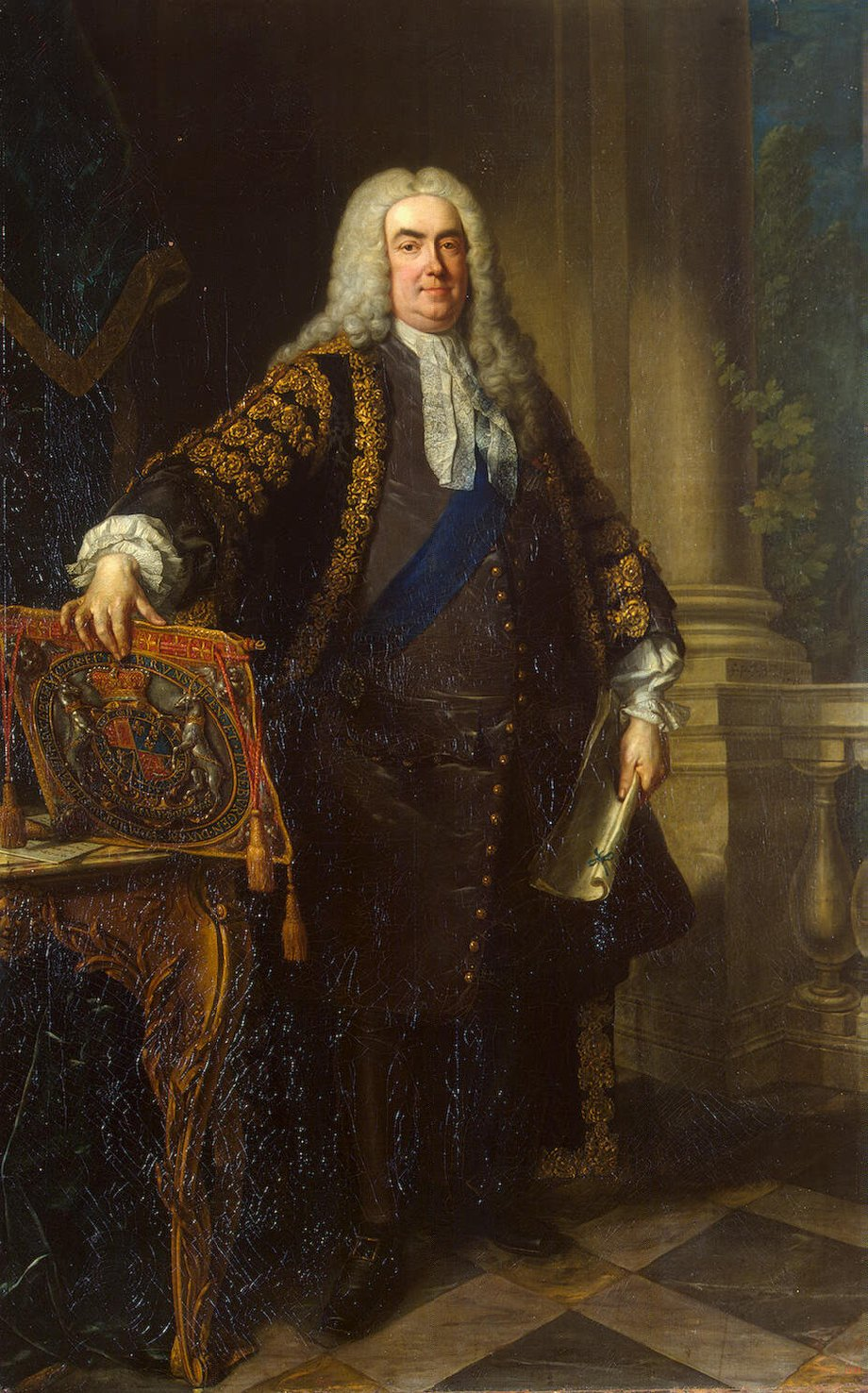
Роберт Волпол, де-факто перший прем'єр-міністр Великої Британії, який також був Канцлером казначейства понад 22 роки

| Ім'я                               | Період                                |
| ---------------------------------- | ------------------------------------- |
| Джон Сміт                          | 22 квітня 1708 — 11 серпня 1710       |
| Роберт Харлі, 1-й граф Оксфорд     | 11 серпня 1710 — 4 червня 1711        |
| Роберт Бенсон, 1-й барон Бінглі    | 4 червня 1711 — 21 серпня 1713        |
| Вільям Віндгем                     | 21 серпня 1713 — 13 жовтня 1714       |
| Річард Онслоу, 1-й барон Онслоу    | 13 жовтня 1714 — 12 жовтня 1715       |
| Роберт Волпол                      | 12 жовтня 1715 — 15 квітня 1717       |
| Джеймс Стенгоуп, 1-й граф Стенгоуп | 15 квітня 1717 — 20 березня 1718      |
| Джон Ейслебі                       | 20 березня 1718 — 23 січня 1721       |
| Джон Пратт                         | 2 лютого — 3 квітня 1721              |
| Роберт Волпол                      | 3 квітня 1721 — 12 лютого 1742        |
| Сэмюел Сандіс, 1-й барон Сандіс    | 12 лютого 1742 — 12 грудня 1743       |
| Генрі Пелем                        | 12 грудня 1743 — 8 березня 1754       |
| Вільям Лі                          | 8 березня — 6 квітня 1754             |
| Генрі Білсон Легге                 | 6 квітня, 1754 — 25 листопада, 1755   |
| Джордж Літтлтон                    | 25 листопада 1755 — 16 листопада 1756 |
| Генрі Білсон Легге                 | 16 листопада 1756 — 13 квітня 1757    |
| Вільям Мюррей, 1-й граф Менсфілд   | 13 квітня — 2 липня 1757              |
| Генрі Білсон Легге                 | 2 липня 1757 — 19 березня 1761        |
| Вільям Баррінгтон                  | 19 березня 1761 — 29 травня 1762      |
| Френсіс Дешвуд                     | 29 травня 1762 — 16 квітня 1763       |
| Джордж Гренвіль                    | 16 квітня 1763 — 16 липня 1765        |
| Вільям Доудсвелл                   | 16 липня 1765 — 2 серпня 1766         |
| Чарльз Таунсенд                    | 2 серпня 1766 — 4 вересня 1767        |
| Фредерік Норз                      | 11 вересня 1767 — 27 березня 1782     |
| Джон Кавендіш                      | 27 березня — 10 липня 1782            |
| Вільям Пітт Молодший               | 10 липня 1782 — 31 березня 1783       |
| Джон Кавендіш                      | 2 квітня — 19 грудня 1783             |
| Вільям Пітт Молодший               | 19 грудня 1783 — 14 березня 1801      |

### Канцлери скарбниці Сполученого Королівства

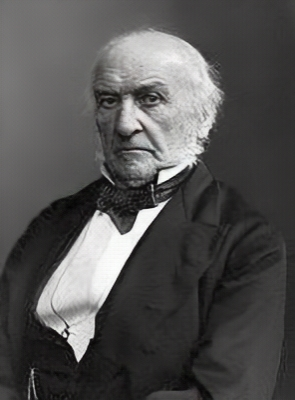
Вільям Гладстон, чотири рази займав посаду Канцлера казначейства

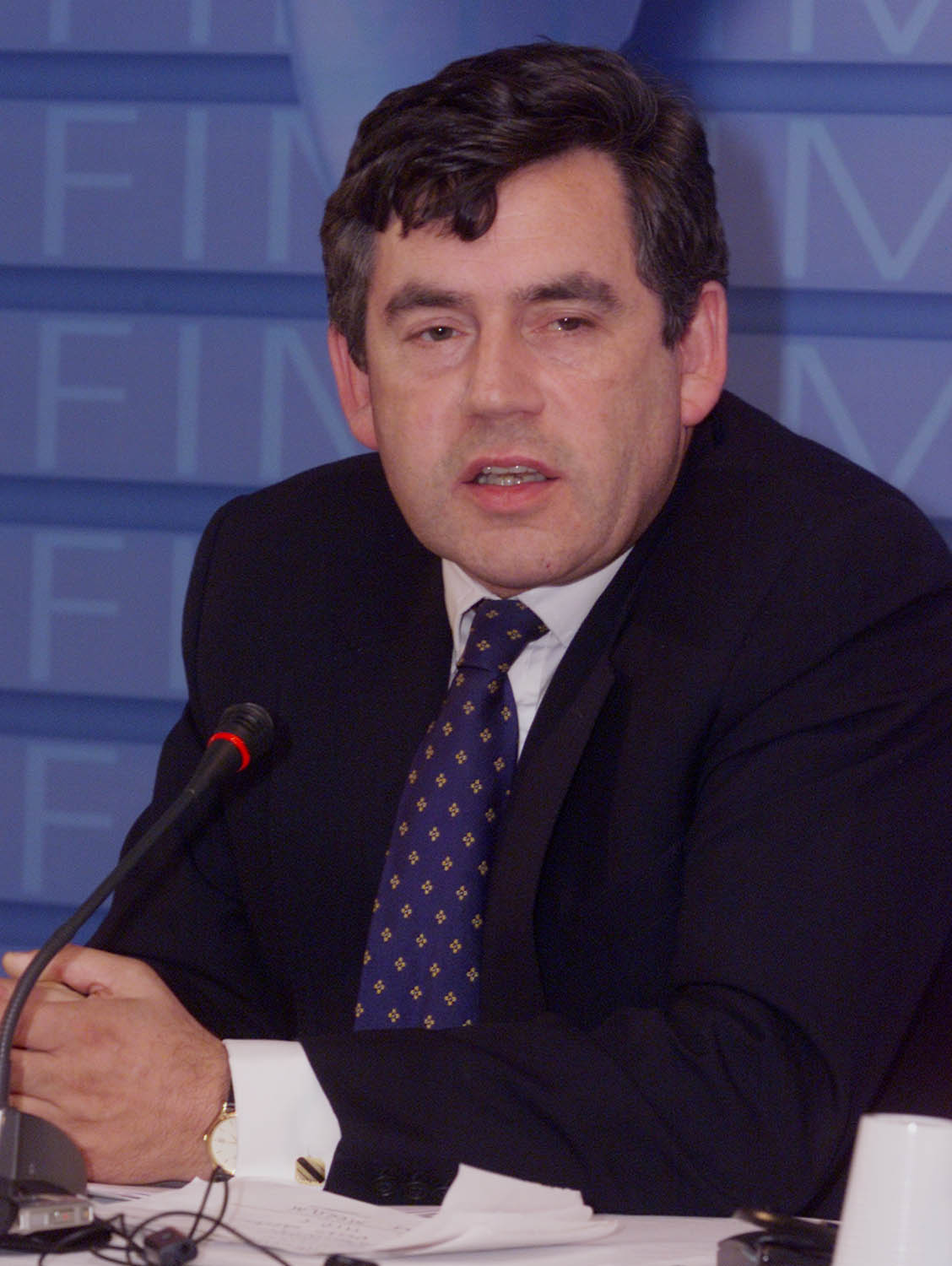
Ґордон Браун, Канцлер від лейбористської партії у 1997—2007 роках

| Ім'я                          | Партія                                                                                 | Період                                |
| ----------------------------- | -------------------------------------------------------------------------------------- | ------------------------------------- |
| Генрі Аддінгтон               | Торі                                                                                   | 14 березня 1801 — 10 травня 1804      |
| Вільям Пітт Молодший          | Торі                                                                                   | 10 травня 1804 — 23 січня 1806        |
| Генрі Петті                   | Віги                                                                                   | 5 лютого 1806 — 26 березня 1807       |
| Спенсер Персівал              | Торі                                                                                   | 26 березня 1807 — 12 травня 1812      |
| Ніколас Вонсіттарт            | Торі                                                                                   | 12 травня 1812 — 31 січня 1823        |
| Фредерік Джон Робінсон        | Торі                                                                                   | 31 січня 1823 — 20 квітня 1827        |
| Джордж Каннінг                | Торі                                                                                   | 20 квітня — 8 серпня 1827             |
| Чарльз Ебботт, лорд Тентерден | Торі                                                                                   | 8 серпня — 3 вересня 1827             |
| Джон Чарльз Херріес           | Торі                                                                                   | 3 вересня 1827 — 26 січня 1828        |
| Генрі Голберн                 | Торі                                                                                   | 26 січня 1828 — 22 листопада 1830     |
| Джон Спенсер, віконт Алторп   | Віги                                                                                   | 22 листопада 1830 — 14 листопада 1834 |
| Томас Денман, лорд Денман     | Вііги                                                                                  | 15 листопада — 15 грудня 1834         |
| Роберт Піль                   | Консервативна партія                                                                   | 2 грудня 1834 — 8 квітня 1835         |
| Томас Спрінг Райс             | Віги                                                                                   | 18 квітня 1835 — 26 серпня 1839       |
| Френсіс Берінг                | Віги                                                                                   | 26 серпня 1839 — 30 серпня 1841       |
| Генрі Голберн                 | Консервативна партія                                                                   | 3 вересня 1841 — 27 червня 1846       |
| Чарльз Вуд                    | Ліберальна партія                                                                      | 6 липня 1846 — 21 лютого 1852         |
| Бенджамін Дізраелі            | Консервативна партія                                                                   | 27 лютого — 17 грудня 1852            |
| Вільям Гладстон               | Ліберальна партія                                                                      | 28 грудня 1852 — 28 лютого 1855       |
| Джордж Корнуолл Льюїс         | Ліберальна партія                                                                      | 28 лютого 1855 — 21 лютого 1858       |
| Бенджамін Дізраелі            | Консервативна партія                                                                   | 26 лютого 1858 — 11 червня 1859       |
| Вільям Гладстон               | Ліберальна партія                                                                      | 18 червня 1859 — 26 червня 1866       |
| Бенджамін Дізраелі            | Консервативна партія                                                                   | 6 липня 1866 — 29 лютого 1868         |
| Джордж Ворт Гант              | Консервативна партія                                                                   | 29 лютого — 1 грудня 1868             |
| Роберт Лоу                    | Ліберальна партія                                                                      | 9 грудня 1868 — 11 серпня 1873        |
| Вільям Гладстон               | Ліберальна партія                                                                      | 11 серпня 1873 — 17 лютого 1874       |
| Стаффорд Норскот              | Консервативна партія                                                                   | 21 лютого 1874 — 21 квітня 1880       |
| Вільям Гладстон               | Ліберальна партія                                                                      | 28 квітня 1880 — 16 грудня 1882       |
| Г'ю Чайлдерс                  | Ліберальна партія                                                                      | 16 грудня 1882 — 9 червня 1885        |
| Майкл Хік Біч                 | Консервативна партія                                                                   | 24 червня 1885 — 28 січня 1886        |
| Вільям Вернон Харкурт         | Ліберальна партія                                                                      | 6 лютого — 20 липня 1886              |
| Рендольф Черчилль             | Консервативна партія                                                                   | 3 серпня — 22 грудня 1886             |
| Джордж Гошен                  | Ліберально-юніоністська партія                                                         | 14 січня 1887 — 11 серпня 1892        |
| Вільям Вернон Харкурт         | Ліберальна партія                                                                      | 18 серпня 1892 — 21 червня 1895       |
| Майкл Хік Біч                 | Консервативна партія                                                                   | 29 червня 1895 — 11 серпня 1902       |
| Чарльз Рітчі                  | Консервативна партія                                                                   | 11 серпня 1902 — 9 жовтня 1903        |
| Остін Чемберлен               | Ліберально-юніоністська партія                                                         | 9 жовтня 1903 — 4 грудня 1905         |
| Герберт Асквіт                | Ліберальна партія                                                                      | 10 грудня 1905 — 12 квітня 1908       |
| Девід Ллойд Джордж            | Ліберальна партія                                                                      | 12 квітня 1908 — 25 травня 1915       |
| Реджинальд Маккена            | Ліберальна партія                                                                      | 25 травня 1915 — 10 грудня 1916       |
| Ендрю Бонар Лоу               | Консервативна партія                                                                   | 10 грудня 1916 — 10 січня 1919        |
| Остін Чемберлен               | Консервативна партія                                                                   | 10 січня 1919 — 1 квітня 1921         |
| Роберт Горн                   | Консервативна партія                                                                   | 1 квітня 1921 — 19 жовтня 1922        |
| Стенлі Болдуїн                | Консервативна партія                                                                   | 27 жовтня 1922 — 27 серпня 1923       |
| Невілл Чемберлен              | Консервативна партія                                                                   | 27 серпня 1923 — 22 січня 1924        |
| Філіп Сновден                 | Лейбористська партія                                                                   | 22 січня — 3 листопада 1924           |
| Вінстон Черчилль              | Консервативна партія                                                                   | 6 листопада 1924 — 4 червня 1929      |
| Філіп Сновден                 | Лейбористська партія Великої Британії (1929—1931) Національна ліберальна партія (1931) | 7 червня 1929 — 5 листопада 1931      |
| Невілл Чемберлен              | Консервативна партія                                                                   | 5 листопада 1931 — 28 травня 1937     |
| Джон Симон                    | Національна ліберальна партія                                                          | 28 травня 1937 — 12 травня 1940       |
| Кінгслі Вуд                   | Консервативна партія                                                                   | 12 травня 1940 — 21 вересня 1943      |
| Джон Андерсон                 | Уряд Національної Єдності                                                              | 24 вересня 1943 — 26 липня 1945       |
| Г'ю Далтон                    | Лейбористська партія                                                                   | 27 липня 1945 — 13 листопада 1947     |
| Стаффорд Кріппс               | Лейбористська партія                                                                   | 13 листопада 1947 — 19 жовтня 1950    |
| Г'ю Гайтскелл                 | Лейбористська партія                                                                   | 19 жовтня 1950 — 26 жовтня 1951       |
| Реб Батлер                    | Консервативна партія                                                                   | 28 жовтня 1951 — 20 грудня 1955       |
| Гарольд Макміллан             | Консервативна партія                                                                   | 20 грудня 1955 — 13 січня 1957        |
| Пітер Торнікрофт              | Консервативна партія                                                                   | 13 січня 1957 — 6 січня 1958          |
| Дерік Ескот Ейморі            | Консервативна партія                                                                   | 6 січня 1958 — 27 липня 1960          |
| Селвін Ллойд                  | Консервативна партія                                                                   | 27 липня 1960 — 13 липня 1962         |
| Реджинальд Молдлінг           | Консервативна партія                                                                   | 13 липня 1962 — 16 жовтня 1964        |
| Джеймс Каллаган               | Лейбористська партія                                                                   | 16 жовтня 1964 — 30 листопада 1967    |
| Рой Дженкінс                  | Лейбористська партія                                                                   | 30 листопада 1967 — 19 червня 1970    |
| Ман Маклауд                   | Консервативна партія                                                                   | 20 червня — 20 липня 1970             |
| Ентоні Барбер                 | Консервативна партія                                                                   | 25 липня 1970 — 4 березня 1974        |
| Деніс Гілі                    | Лейбористська партія                                                                   | 5 березня 1974 — 4 травня 1979        |
| Джеффрі Гау                   | Консервативна партія                                                                   | 5 травня 1979 — 11 червня 1983        |
| Найджел Лоусон                | Консервативна партія                                                                   | 11 червня 1983 — 26 жовтня 1989       |
| Джон Мейджор                  | Консервативна партія                                                                   | 26 жовтня 1989 — 28 листопада 1990    |
| Норман Ламонт                 | Консервативна партія                                                                   | 28 листопада 1990 — 27 травня 1993    |
| Кеннет Кларк                  | Консервативна партія                                                                   | 27 травня 1993 — 2 травня 1997        |
| Ґордон Браун                  | Лейбористська партія                                                                   | 2 травня 1997 — 27 червня 2007        |
| Алістер Дарлінг               | Лейбористська партія                                                                   | 28 червня 2007 — 11 травня 2010       |
| Джордж Осборн                 | Консервативна партія                                                                   | 11 травня 2010 — 13 липня 2016        |
| Філіп Геммонд                 | Консервативна партія                                                                   | 13 липня 2016 — 24 липня 2019         |
| Саджид Джавід                 | Консервативна партія                                                                   | 24 липня 2019 — 13 лютого 2020        |
| Ріші Сунак                    | Консервативна партія                                                                   | 13 лютого 2020 — 5 липня 2022         |
| Надхім Захаві                 | Консервативна партія                                                                   | 5 липня 2022 — 6 вересня 2022         |
| Квасі Квартенґ                | Консервативна партія                                                                   | 6 вересня 2022 — 14 жовтня 2022       |
| Джеремі Гант                  | Консервативна партія                                                                   | з 14 жовтня 2022                      |